# Okręg wyborczy Hindmarsh
Okręg wyborczy Hindmarsh (ang. Division of Hindmarsh) – jednomandatowy okręg wyborczy do Izby Reprezentantów Australii, położony w zachodniej części Adelaide. Pierwsze wybory odbyły się w nim w 1903 roku, jego patronem jest pierwszy gubernator Australii Południowej John Hindmarsh. 

## Lista posłów
| okres urzędowania | poseł             | przynależność |
| ----------------- | ----------------- | --- |
| 1903-1909         | James Hutchinson  | Australijska Partia Pracy                                                                                             |
| 1910-1919         | William Archibald | Australijska Partia Pracy (1910-1916) Narodowa Partia Pracy (1916-1917) Nacjonalistyczna Partia Australii (1917-1919) |
| 1919-1946         | Norman Makin      | Australijska Partia Pracy                                                                                             |
| 1946-1949         | Albert Thompson   | Australijska Partia Pracy                                                                                             |
| 1949-1980         | Clyde Cameron     | Australijska Partia Pracy                                                                                             |
| 1980-1993         | John Scott        | Australijska Partia Pracy                                                                                             |
| 1993-2004         | Christine Gallus  | Liberalna Partia Australii                                                                                            |
| 2004-2013         | Steve Georganas   | Australijska Partia Pracy                                                                                             |
| 2013-2016         | Matt Williams     | Liberalna Partia Australii                                                                                            |
| od 2016           | Steve Georganas   | Australijska Partia Pracy                                                                                             |

źródło: 